# Sucher

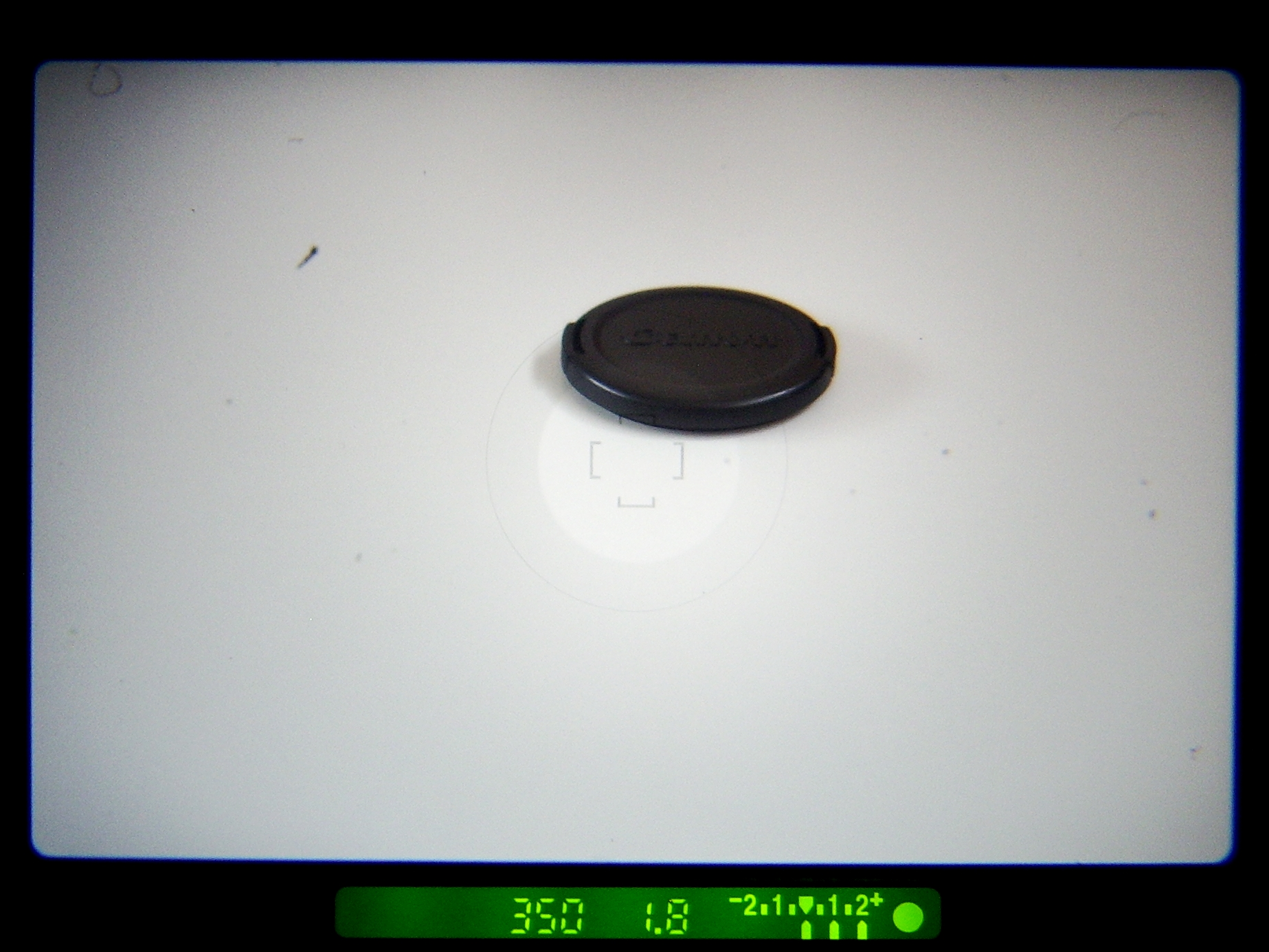
Sucherbild einer Spiegelreflexkamera

Als Sucher bezeichnet man eine Vorrichtung eines optischen Gerätes, wie zum Beispiel eines Fernrohrs oder Fotoapparats, zum Anvisieren eines Objekts oder Motivs.

## Arten von Suchern
Die einfachsten Sucher bestehen aus einem Diopter mit zwei Kanten, die in Übereinstimmung gebracht werden müssen, einem Rahmen, einem Fadenkreuz oder Fadennetz.
Beim Einsatz von Linsen in einem Newton-Sucher, der Umkehrung des Galilei-Fernrohrs, ergibt sich meist ein kreisförmiges unscharf begrenztes Sucherbild. Wird in den Sucher ein Leuchtrahmen eingeblendet, der die Bildbegrenzung darstellt, spricht man von einem Leuchtrahmensucher beziehungsweise nach dem niederländischen Optiker Lieuwe Evert Willem van Albada von einem Albada-Sucher.
Aufwendige Suchersysteme verwenden Kombinationen aus mehreren Linsen, Prismen, Spiegeln oder Einstellscheiben. Mit solchen Systemen kann gegebenenfalls eine Parallaxe vermieden und eine hohe Genauigkeit erzielt werden.
Elektronische Sucher erzeugen mithilfe eines Linsensystems ein virtuelles Bild einer elektronischen Anzeige.

## Sucher in der Astronomie
In der Astronomie ist ein Sucher ein kleines Fernrohr mit weitem Gesichtsfeld, das zur Ausrichtung eines größeren astronomischen Fernrohrs dient. Wenn die Achsen beider Instrumente genau parallel zueinander sind, erleichtert der Sucher das Auffinden von Himmelsobjekten, was im großen Instrument wegen seines engen Gesichtsfeldes schwierig wäre. Denn richtet man den Sucher genau auf das gesuchte Gestirn, so wird es sich auch im Gesichtsfeld des größeren Fernrohrs befinden ⇒ siehe Suchfernrohr.

## Sucher in der Fotografie

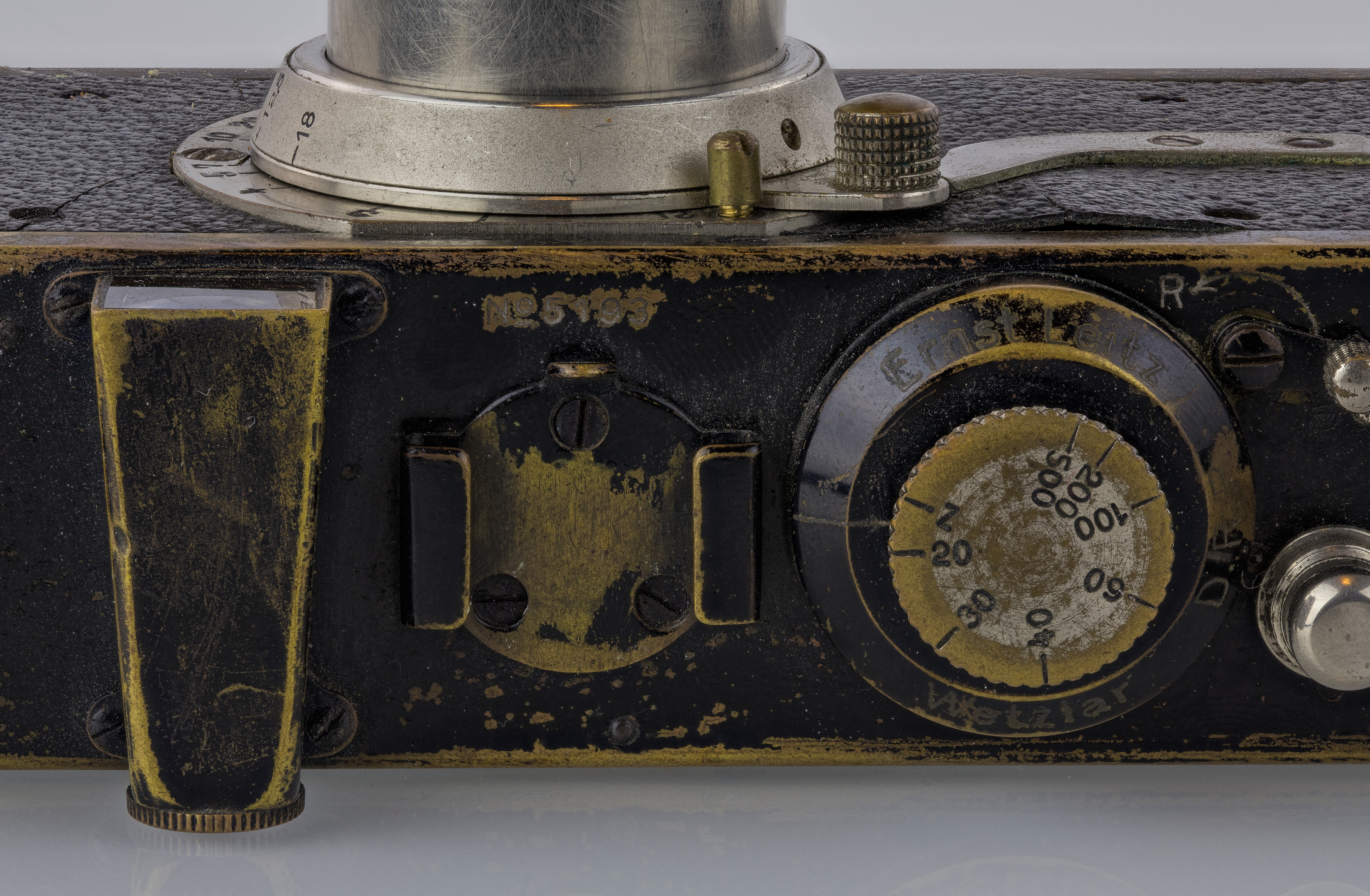
Durchsichtsucher (links) einer frühen Leica I-Sucherkamera (1927), noch ohne eingebaute Entfernungsmessung

In der Fotografie ist ein Sucher eine Vorrichtung am Fotoapparat oder an der Filmkamera, mit der ein Motiv anvisiert und der Bildausschnitt festgelegt werden kann. Zur Anpassung des Suchers an die Sehschärfe des Fotografen kann oft ein Dioptrienausgleich durchgeführt werden. Je nach Ausstattung der Kamera kann der fotografische Sucher auch zur Kontrolle der Schärfe und der Belichtungszeit dienen.
Grundsätzlich kann in der Fotografie zwischen folgenden Suchertypen unterschieden werden:
- Aufsichtsucher – Blick von oben auf die Einstellscheibe des Suchers (Fotografieren aus Bauchperspektive möglich)
- Durchsichtsucher – Blick durch den Sucher hindurch, der sich direkt vor dem Auge befindet
- Bildschirm – unmittelbare Bildbetrachtung mit dem Auge

### Elektronische optische Geräte

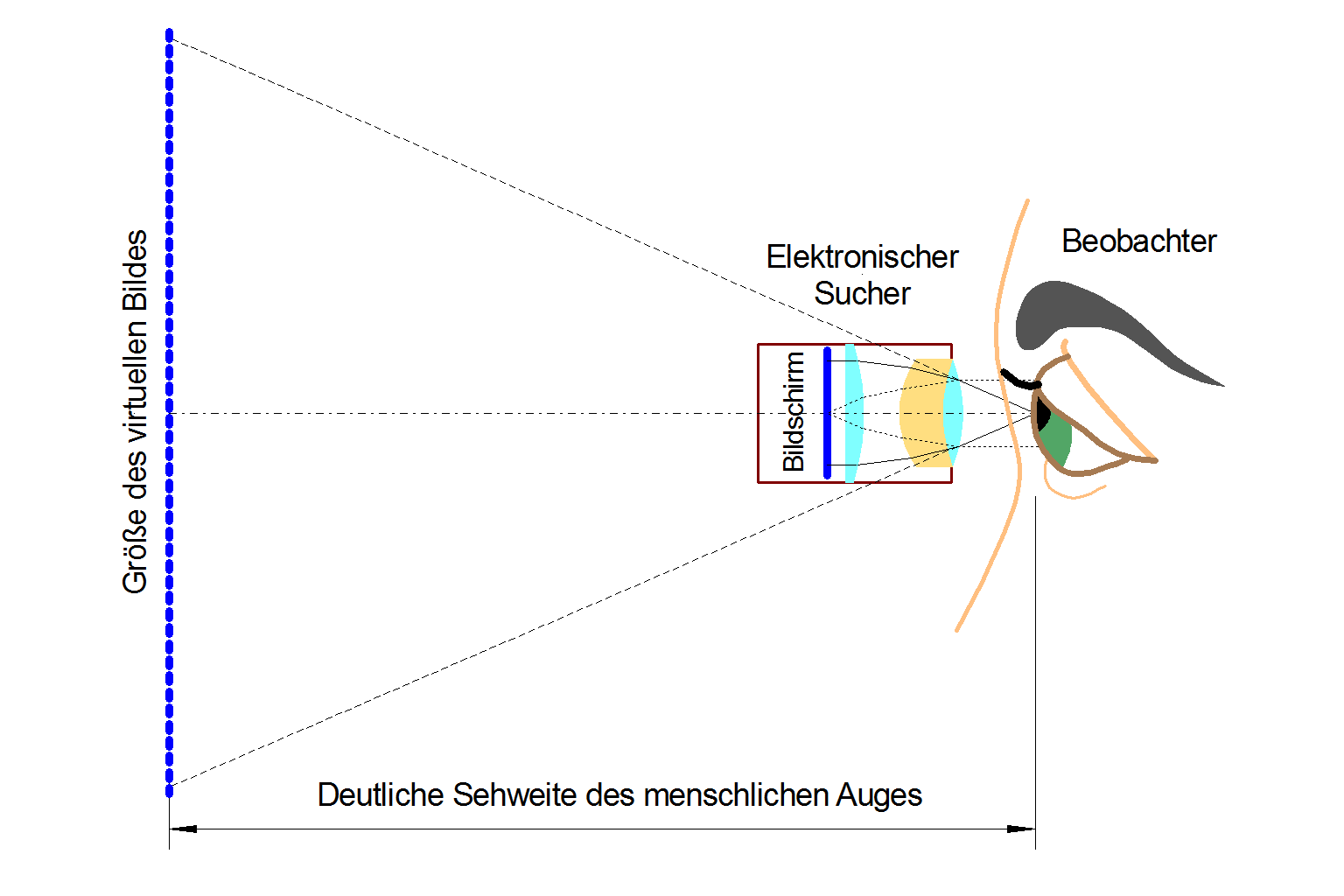
Prinzip eines elektronischen Suchers

Bei Digitalkameras, Camcordern und anderen meist digitalen optischen Geräten werden folgende Suchertypen eingesetzt:
- Elektronischer Sucher (Electronic View Finder – EVF) – teilweise schwenkbar
- Bildschirm, wie zum Beispiel ein Flüssigkristallbildschirm oder mit organischen Leuchtdioden, teilweise dreh- und/oder schwenkbar

### Spiegelreflexkameras
Bei Spiegelreflexkameras wird unterschieden zwischen:
- Lichtschachtsucher – seitenverkehrtes Sucherbild
- Pentaprismensucher – seitenrichtiges Sucherbild
- Porro-Spiegelsucher (auch Porroprisma) – seitenrichtiges Sucherbild
- Wechselsucher – bei Kameras, die unterschiedliche Suchertypen unterstützen

### Sucherkameras

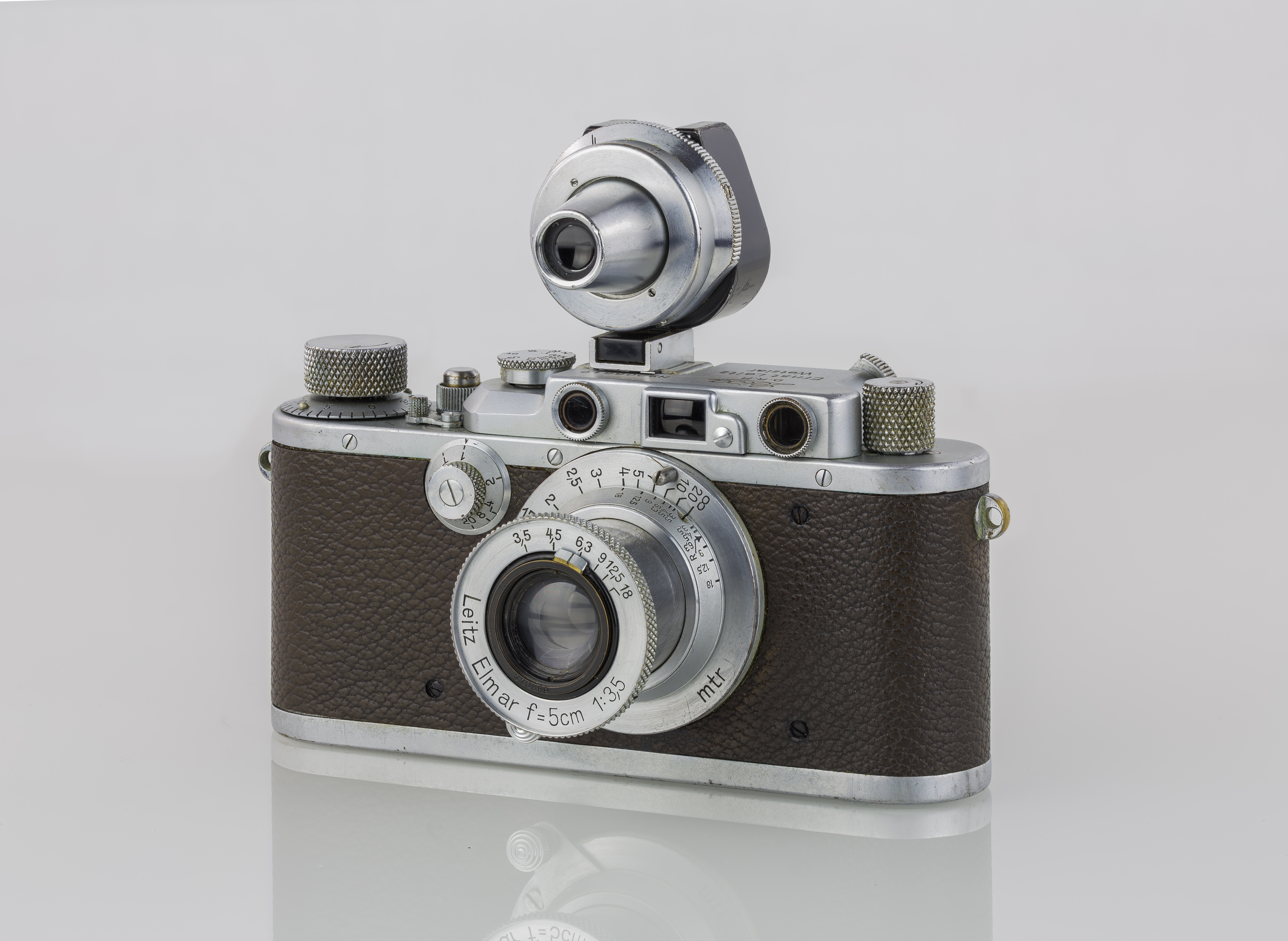
Leica IIIa-Sucherkamera (1936) mit in den Zubehörschuh eingeschobenem Zusatzsucher VIOOH Lyre Skape für verschiedene Objektiv-Brennweiten

Bei Sucherkameras wird unterschieden zwischen:
- Leuchtrahmensucher
- Messsucher mit der Möglichkeit zur Entfernungseinstellung

### Boxkameras
(Mehr zu einigen der folgenden Sucher im Artikel Boxkamera.)
Bei Boxkameras waren verschiedene Auf- und Durchsichtsucher in Verwendung, darunter:
- Rahmensucher (Ikonometer)
- Spiegelsucher mit Einstellscheibe (Flachsucher)
- Brillantsucher mit Sammellinsen
- Drahtgittersucher (Beispiel: diverse EHO-Boxen von Emil Hofert)
- Durchsichtsucher oder Zielfernrohr-Durchsichtsucher (Newton-Sucher beziehungsweise Fernrohrsucher) (Beispiel: EHO Altissa aus dem Jahr 1935)